# Adrien IV
Pour les articles homonymes, voir Adrien.
Nicolas Breakspear (ou Breakspeare), né vers 1100 à Abbots Langley, Hertfordshire en Angleterre et mort le 1er septembre 1159 à Anagni en Italie est le 169e pape de l'Église catholique sous le nom d’Adrien IV de 1154 à 1159,. Il est le seul pape d'origine anglaise,.

## Biographie
Les principales sources sur la vie d'Adrien IV sont la Vie d'Adrien du cardinal Boso et la relation de Jean de Salisbury dans son Historia pontificalis. William de Newburgh évoque également le passage d'Adrien IV au monastère de Saint-Ruf.
Selon les sources du XIXe siècle, il aurait été fils d'un mendiant qui fut clerc de l'abbaye bénédictine de Saint-Albans, près de Londres. L'abbé lui ayant refusé l'accès au noviciat car il était trop pauvre et ne pouvait s'instruire, le futur Adrien IV se rend en France pour poursuivre ses études ,,. Son père put devenir moine à Saint-Albans mais le futur Adrien IV ne fut pas admis au monastère,,. Il finit par prendre l'habit chez les chanoines réguliers de Saint Ruf, près d'Avignon. Il en devient prieur, puis est élu abbé en 1137.

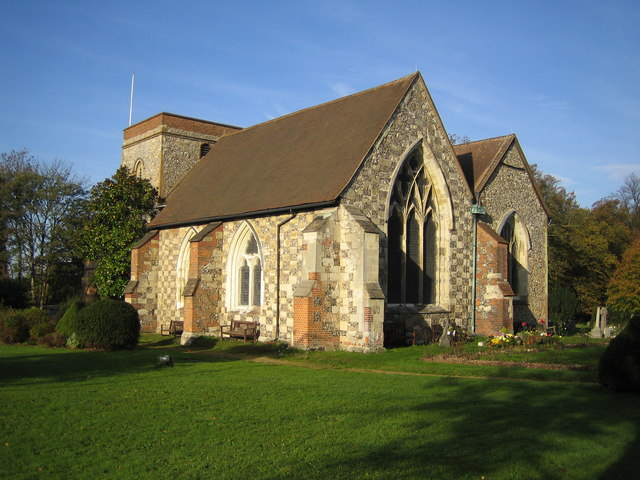
C'est à Abbots Langley qu'est né Adrien IV.
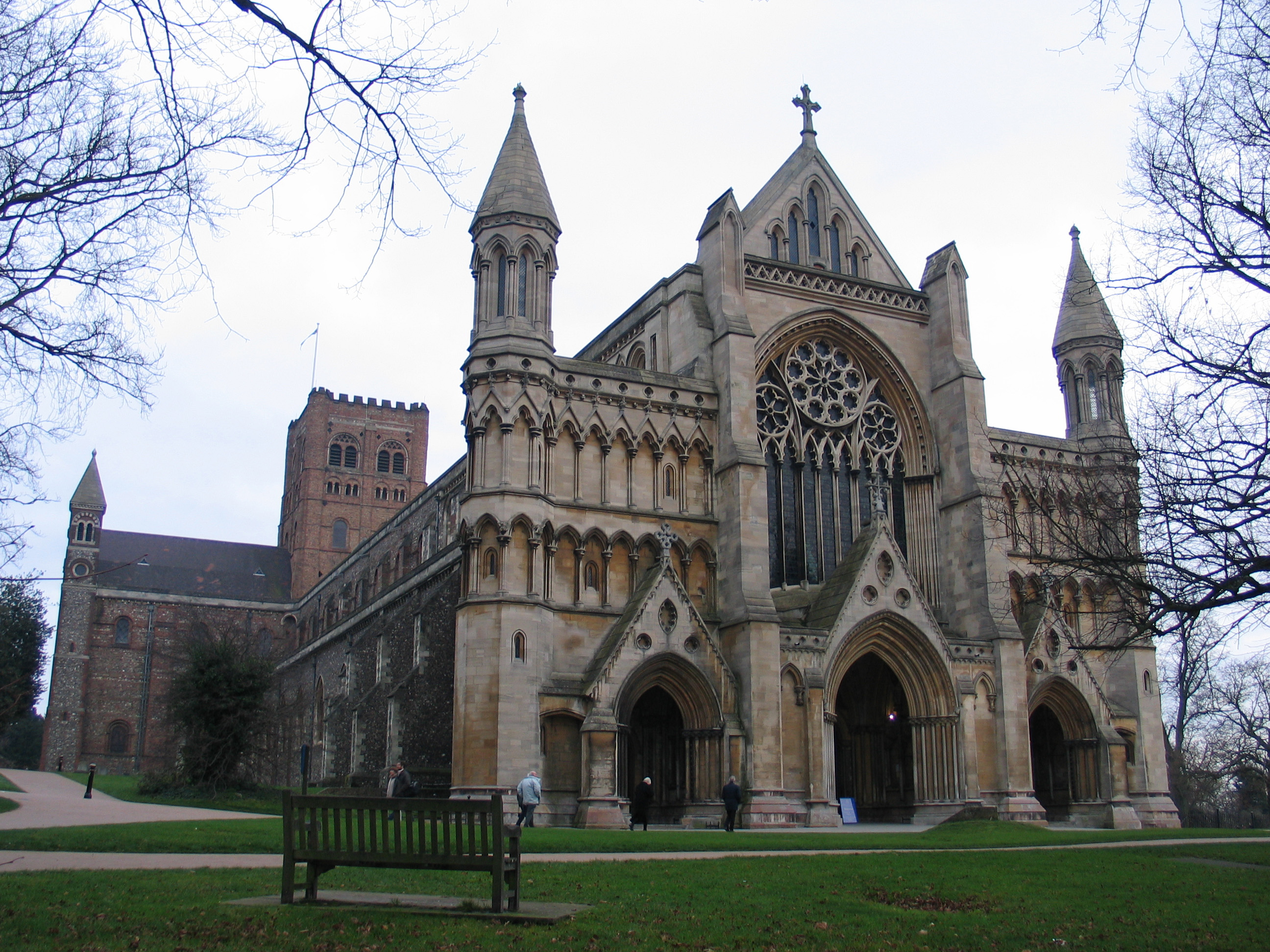
La cathédrale Saint-Alban de Saint-Albans, lieu proche de Londres, où le père de Nicolas Breakspear est clerc.
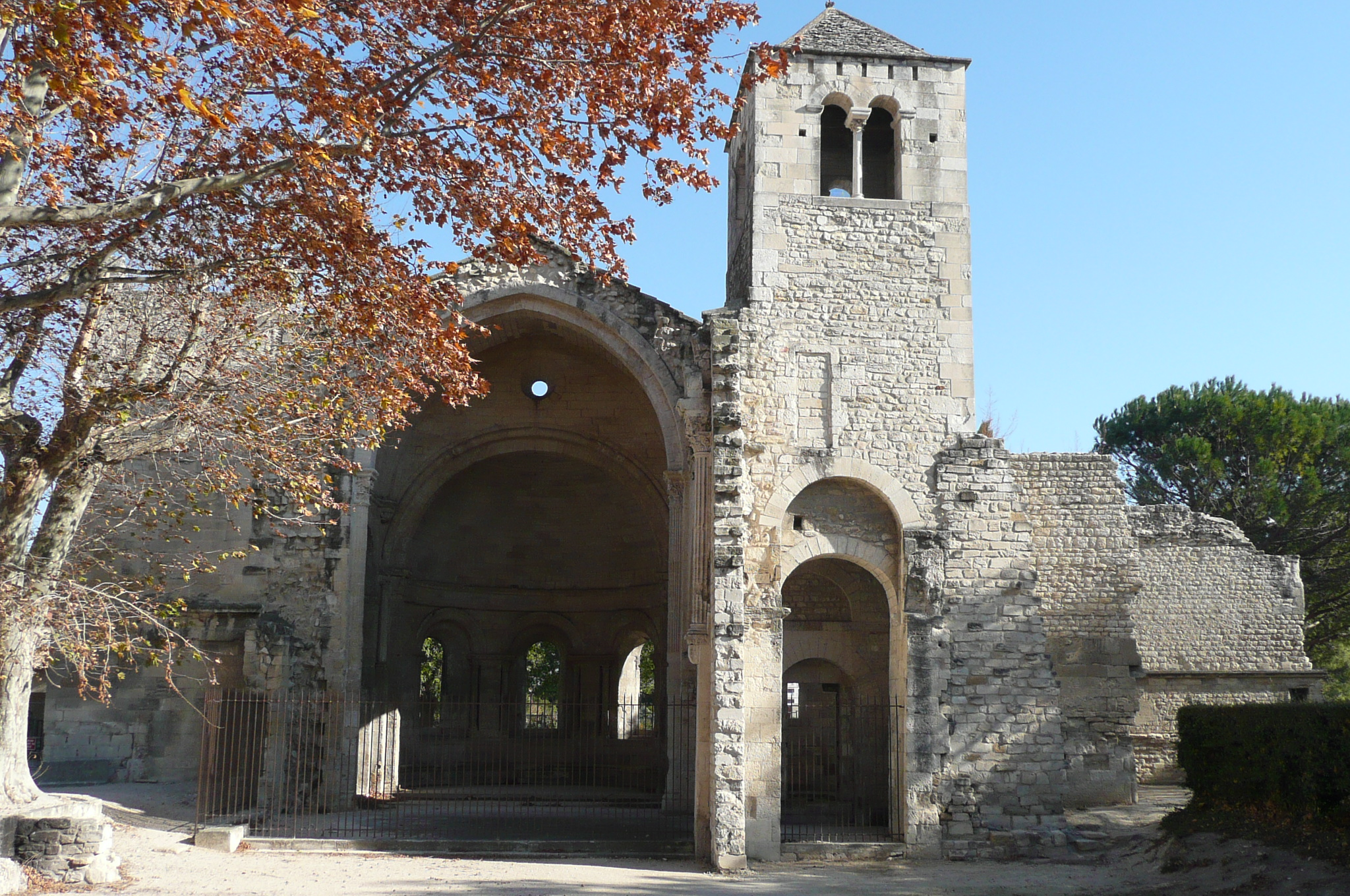
Avant de devenir pape, Nicolas rejoint les chanoines de Saint-Ruf à Avignon, où il entre dans les ordres.

### Légat
En 1145, sa sévérité étant extrême, Nicolas rejoint la cour pontificale. Vers 1146, le pape Eugène III le crée cardinal-évêque d'Albano et l'envoie comme légat en Scandinavie. En 1153, Nicolas promulgue une série de constitutions qui fixent le cadre de l'Église de Norvège. Il l'organise sur un modèle romain, constituant la même année la province ecclésiastique de Norvège avec Nidaros (actuelle Trondheim) comme métropole. En Suède, il convoque le synode de Linköping pour mettre sur pied les institutions ecclésiastiques. Cependant, les Suédois ne s'accordent pas sur le choix du siège archiépiscopal — celui-ci ne sera déterminé qu'en 1164 : ce sera Uppsala. Dans l'intervalle, Nicolas se contente de promettre la primatie à l'archevêque danois de Lund. Nicolas rentre à Rome en novembre 1154.

### Pape
Le 4 décembre 1154, deux jours après la mort d'Anastase IV, Nicolas est élu pape à l'unanimité, sans doute grâce à sa gestion habile des affaires scandinaves. Étant déjà évêque, il n'a pas besoin d'être consacré. Il est couronné le lendemain à la basilique Saint-Pierre, où s'est déroulée l'élection, et prend le nom d'Adrien IV, peut-être en souvenir de son compatriote, Adrien de Cantorbéry († 709), ou d'Adrien Ier († 795), défenseur des droits pontificaux en Italie.
Aussitôt élu, Adrien doit reprendre en main la ville de Rome secouée par les prédications subversives d'Arnaud de Brescia. Rompant avec les demi-mesures de son prédécesseur, il lance l'interdit sur la ville. La cessation des pèlerinages, et donc des flux d'argent apportés par les pèlerins, finit par mettre la ville au pas : le prédicateur Arnaud de Brescia est expulsé.

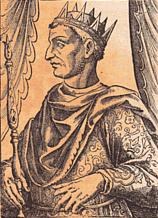
Adrien IV entretiendra des relations conflictuelles avec Guillaume Ier de Sicile.

Sur le plan temporel, Adrien IV doit affronter les Normands de Sicile : quand Roger II meurt en 1154, son fils Guillaume le Mauvais s'empare de la couronne sans l'aval du pape, et envahit le Bénévent et la Campanie. Contre lui, Adrien IV espère l'appui de l'Allemagne. Mais Frédéric Barberousse, malgré le récent renouvellement du traité de Constance, lance une campagne en Italie du Nord, occupant au passage une partie des États pontificaux.
Une réconciliation intervient : en juin 1155, Frédéric Barberousse livre Arnaud de Brescia au préfet de Rome, qui le fait pendre la même année (son corps sera brûlé et ses cendres jetées dans le Tibre). Le 18 juin 1155, Frédéric Barberousse est couronné empereur du Saint-Empire par le pape. Cependant, pendant la messe, Adrien IV décide de lui-même de modifier le rituel pour bien marquer sa supériorité sur l'empereur. Furieuses, les troupes allemandes manquent d'emprisonner le pape. Très vite, le conflit entre le pape et l'empereur reprend, Frédéric Barberousse décidant finalement de ne pas attaquer les Normands de Sicile.
Or c'est précisément le moment où des barons adversaires de Guillaume le Mauvais se soulèvent contre lui. Soutenus par l'Empire byzantin, ils font également appel au pape. À leur demande, Adrien IV se rend à Bénévent. Là, au printemps 1156, Guillaume parvient à repousser les Byzantins et à défaire les rebelles. Il assiège Bénévent, où se trouvent encore Adrien et quelques-uns de ses cardinaux. Contraint de négocier, Adrien IV doit reconnaître à Guillaume la couronne de Sicile et accepter la création d'un État unifié comprenant la Sicile, l'Apulie ou encore la Campanie. En compensation, Adrien IV obtient le droit de libre nomination des évêques dans ces régions.
Du côté allemand, les relations restent tendues. En 1157, Adrien IV doit dépêcher deux cardinaux en Allemagne pour justifier auprès de Frédéric Barberousse le traité de Bénévent conclu avec les Normands. Une « erreur » de traduction du chancelier allemand provoque la colère des princes allemands : Adrien IV considèrerait l'Empire comme un « fief » (beneficium) de la papauté. Les légats sont aussitôt expulsés. Adrien IV doit expliquer l'année suivante qu'il avait voulu parler d'un « bienfait », et non d'un fief. Les relations s'apaisent, du moins en apparence. Dès 1159, Barberousse lance une nouvelle campagne en Italie du Nord. L'organisation qu'il met en place est loin de rencontrer l'approbation du pape. Le désaccord s'envenime et à la mi-année, Adrien menace même d'excommunier l'empereur.
C'est dans ce contexte de rivalité entre la papauté et les pouvoirs civils que l'ancienne expression de « Vicaire du Christ » fut réhabilitée.
La mort d'Adrien IV le 1er septembre 1159 (des suites d'une piqûre de moustique ou pendant qu'il buvait, il fut étouffé par une mouche qui se coinça dans sa gorge) met fin à la crise. Son corps est d'abord inhumé dans une tombe de granite rose de la basilique Saint-Pierre, en face du maître autel de l'oratoire de la Vierge. Sa tombe sera déplacée plus tard dans les grottes vaticanes.

### La donation d'Adrien

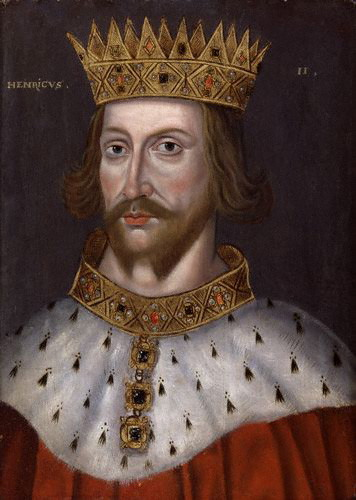
Henri II d'Angleterre serait le bénéficiaire de la donation d'Adrien.

Dans le dernier chapitre du Metalogicus, Jean de Salisbury attribue à Adrien IV une lettre qui donne à Henri II d'Angleterre la suzeraineté de l'Irlande ; le pape aurait également remis au souverain une bague en or ornée d'une émeraude, symbole de son investiture,. Selon Jean de Salisbury, qui se déclare à l'initiative de la lettre, le pape est fondé à donner ainsi l'Irlande par la donation de Constantin. Le Gallois Giraud de Barri fournit une copie de cette lettre, connue comme la bulle Laudabiliter, dans son récit de la conquête de l'Irlande, l’Expugnatio Hibernica (1188).
Le document et les deux références sont dénoncés comme des faux au XVIIe siècle par deux érudits irlandais, Stephen White et John Lynch. Cette contestation marque le début d'une longue querelle de spécialistes. L'exemplaire original de Laudabiliter n'a pas été retrouvé dans les archives du Vatican, qui n'en font pas mention, mais c'est également le cas pour beaucoup d'autres documents considérés comme authentiques. À ce jour, Laudabiliter reste un document controversé.